# Kasumi Izumi
Kasumi Izumi –en japonés, 泉 香澄, Izumi Kasumi– (6 de julio de 1971) es una deportista japonesa que compitió en judo. Ganó una medalla de oro en el Campeonato Asiático de Judo de 1988 en la categoría de –56 kg.

## Palmarés internacional
| Campeonato Asiático | Campeonato Asiático | Campeonato Asiático | Campeonato Asiático |
| Año                 | Lugar               | Medalla             | Categoría           |
| ------------------- | ------------------- | ------------------- | ------------------- |
| 1988                | Damasco (Siria)     | Medalla de oro      | –56 kg              |